# Scheloribates papillaris
Scheloribates papillaris är en kvalsterart som beskrevs av Tseng 1984. Scheloribates papillaris ingår i släktet Scheloribates och familjen Scheloribatidae. Inga underarter finns listade i Catalogue of Life.